# Little Cowarne
Little Cowarne – wieś i civil parish w Anglii, w hrabstwie Herefordshire. W 2011 civil parish liczyła 116 mieszkańców. Little Cowarne jest wspomniana w Domesday Book (1086) jako Colgre.